# Талвио, Майла
Ма́йла Та́лвио или Ма́йла Ми́ккола (фин. Maila Talvio, фин. Maila Mikkola, урожденная Ви́нтер (фин. Winter); 17 октября 1871, Хартола, Санкт-Михельская губерния — 6 января 1951, Хельсинки) — финская писательница и переводчица

, общественный деятель, феминистка; известна также под псевдонимом «Maila Talvio». Талвио была ведущим финским писателем по вопросу воздержания, и несколько её работ были переведены на шведский и другие языки. Она была трижды номинирована на Нобелевскую премию по литературе, обладательница Академического лавра и Премии Алексиса Киви.

## Биография
Майла Винтер родилась 17 октября 1871 года в Хартоле. Её родителями были Адольф Магнус Винтер и Юлия Мальвина Бонсдорф, в семье которых было девять детей.
Отец Талвио умер, когда Майле не исполнилось и десяти лет, после чего семья переехала на отдалённую ферму в Нипули. Там она познакомилась с крестьянским бытом и его недостатками, о которых позже писала в своих произведениях.
Она посещала финскую школу для девочек в Хельсинки, а после её окончания вернулась назад в возрасте шестнадцати лет, чтобы стать домашним учителем своих братьев и сестёр. В то же время она стала пробовать свои силы на литературном поприще.
В 1893 году она вышла замуж за известного специалиста по славянскому языкознанию, будущего профессора Хельсинкского университета Иосифа Юлиуса Микколу с которым познакомилась тремя годами ранее. Их брак был бездетным.
Переехав в Хельсинки, Талвио через своего мужа познакомилась с писателями и поэтами, работавшими в кругу Пяйвалехти, такими как братья Казимир и Эйно Лейно. Талвио также начала писать для «Päivälehti» и «Suomen Kuvalehti» и сама боролась за гражданские права Финляндии; принимала деятельное участие в женском рабочем движении. Талвио несколько раз путешествовала с мужем по Центральной и Восточной Европе и параллельно изучала польский язык и перевела на финский несколько произведений польского писателя Генрика Сенкевича. Литературный салон, проводимый супругами в их доме в финской столице, стал быстро набирать популярность.
Первым произведением Талвио был сборник рассказов, изданный в 1895 году под названием «Haapaniemen keinu». Она совершила свой литературный прорыв в 1901 году с романом «Pimeän pirtin hävitys», в котором мелодрама использовалась для описания недовольства условиями землевладения в сельской местности и земледельческой системой. Хотя Талвио занималась в своих книгах социальными проблемами в сельской местности, у неё всё ещё были сомнения по поводу зарождающегося рабочего движения и социализма. Так, например, в романе «Лоухилинна» (1906) социализм описывается как насильственное движение, руководимое первобытными инстинктами.
В 1910-е годы темами романов Талвио были теория наследственности и психологические проблемы, а до конца 1920-х годов в них преобладал пессимизм. Контраст между здоровой финноязычной сельской местностью и разлагающейся и коварной столицей был показан в романе «Дети Ниниве» изданном в 1915 году.
В конце 1920-х годов для Талвио начался новый творческий период, когда она сосредоточилась на исторических романах. Это были трилогия, связанная с историей Хельсинки, опубликованная между 1929 и 1935 годами, и её последний роман «Linnoituksen iloiset rouvat» (1941), где действие происходило в крепости Виапори (Свеаборг) во время русско-шведской войны 1808—1809 г.г. Талвио завещала авторские права на свои постановки Хельсинкского университета, где инспектором долгое время работал её супруг И. Ю. Миккола.
Майла Талвио с супругом жили на вилле Лааксола в Мейлахти, близ Хельсинки, построенной в 1884 году, которая в первой половине XX века была местом встреч студентов, учёных и писателей факультета Сатакунта Хельсинкского университета.
Начиная с 1910-х годов Талвио заболела и активно боролась с туберкулёзом. Она написала «45 000» (1932), а также сценарий к одноименному фильму, премьера которого состоялась годом позже. Она также с энтузиазмом участвовала в работе по сбору средств, в результате чего в Харьявалте был основан санаторий для лечения легочных заболеваний Satalinnan sairaala. Вместе с мужем и В. А. Коскенниеми Талвио активно участвовала в культурном сотрудничестве с нацистской Германией и фашистской Италией. В 1936 году Талёвио посетила Германию, где познакомилась с Альфредом Эрнстом Розенбергом, главным идеологом национал-социализма, и Гертрудой Шольц-Клинк — лидером Национал-социалистической женской организации.
Майла Талвио умерла 6 января 1951 года в Хельсинки и была похоронена на кладбище Хиетаниеми.
Талвио хотела, чтобы вилла Лааксола стала музеем, но в послевоенной атмосфере, в свете близких отношений супругов с лидерами Третьего Рейха, город Хельсинки не согласился принять такое пожертвование. Возмущённая этим, она приказала снести здание. На месте виллы теперь находится памятник «Дочь Балтийского моря», созданный скульптором Лайлой Пуллинен и открытый в 1971 году.